# Vändhalssköldpaddor
Vändhalssköldpaddor, ibland kallade halsvändare eller vändhalsar, (Pleurodira) är den ena av två underordningar av sköldpaddor. Man kännetecknar vändhalssköldpaddorna genom att de drar in huvudet åt sidan, och inte inåt som gömhalssköldpaddor gör. Alla vändhalssköldpaddor är vattensköldpaddor.
Det finns ca 60 arter, fördelade på de två familjerna ormhalssköldpaddor och pelomedusasköldpaddor. Halsvändarna lever alla i sötvatten i tropiskt och subtropiskt klimat på det södra halvklotet, i Afrika, Madagaskar, Australien, Nya Guinea och i Sydamerika.